# Jürgen Schmidt
Pour les articles homonymes, voir Schmidt.
Jürgen Schmidt est un acteur allemand, né le 30 avril 1938 à Bochum et mort le 15 novembre 2004 à Munich.

## Biographie
Jürgen Schmidt joue longtemps au théâtre, où il devient célèbre dans le rôle de Mephisto, dans le Faust de Goethe. 
Il joue ensuite dans de nombreuses séries policières. Il tient notamment le rôle de commissaire dans plusieurs épisodes d'Un cas pour deux.
Au cinéma, il est connu pour tenir le premier rôle dans Grüß Gott, Genosse de Manfred Stelzer, une comédie satirique qui soulève la problématique des Wendehals, (littéralement « Torcol fourmilier », mais que l'on peut traduire par « girouette »), surnom donné aux communistes est-allemands passés discrètement à l'ouest au moment de la chute du mur de Berlin en 1989,.

## Filmographie

### Séries (sélection)
- 1971-1996 : Tatort
- 1983-1997 : Der Alte
- 1987-1999 : SOKO München
- 1987 : Die Schwarzwaldklinik
- 1988 : Derrick
- 2000 : Der Bulle von Tölz
- 2000 : T.E.A.M. Berlin

### Films
- 1993 : Grüß Gott, Genosse, de Manfred Stelzer.